# ランギトト島
ランギトト島（英: Rangitoto Island）は、ニュージーランド北島のハウラキ湾に浮かぶ面積約23km2の火山島である。

## 概要
面積約23km2、幅約5.5kmで、最高標高は260m。オークランドとはランギトト海峡で隔てられている。オークランド火山群に属する楯状火山であり、約620年前と570年前に噴火した。最後の噴火までの約1000年間、断続的に噴火していたとみられる。
森林に覆われており、多数の固有種や絶滅危惧種が生息している。 1890年に自然保護区となった。
太平洋戦争中にアメリカ軍がこの島に軍事施設を建設した。島の北岸は不要な船の難破地として使用され、干潮時にはいくつかの難破船の残骸を見ることができる。
マオリ語で「血まみれの空」を意味し、部族間の争いがあったことに由来する。

## ギャラリー

森林
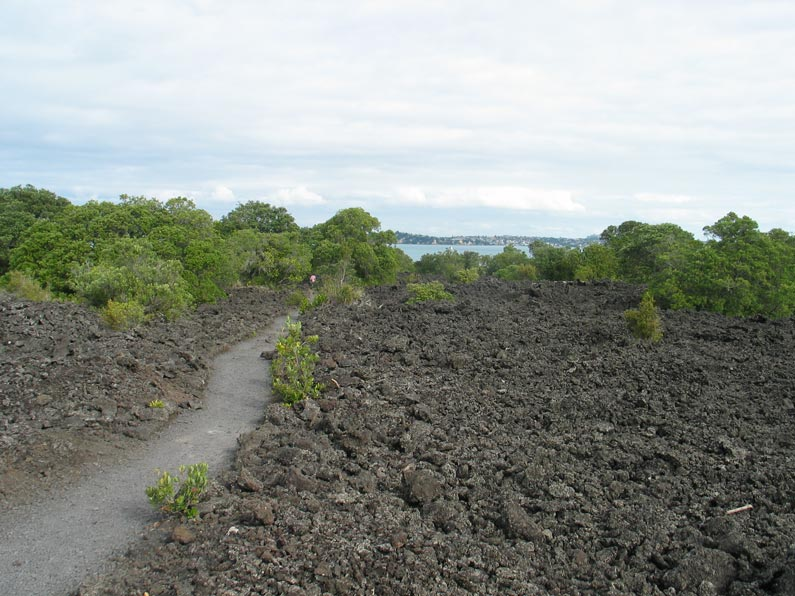
溶岩原
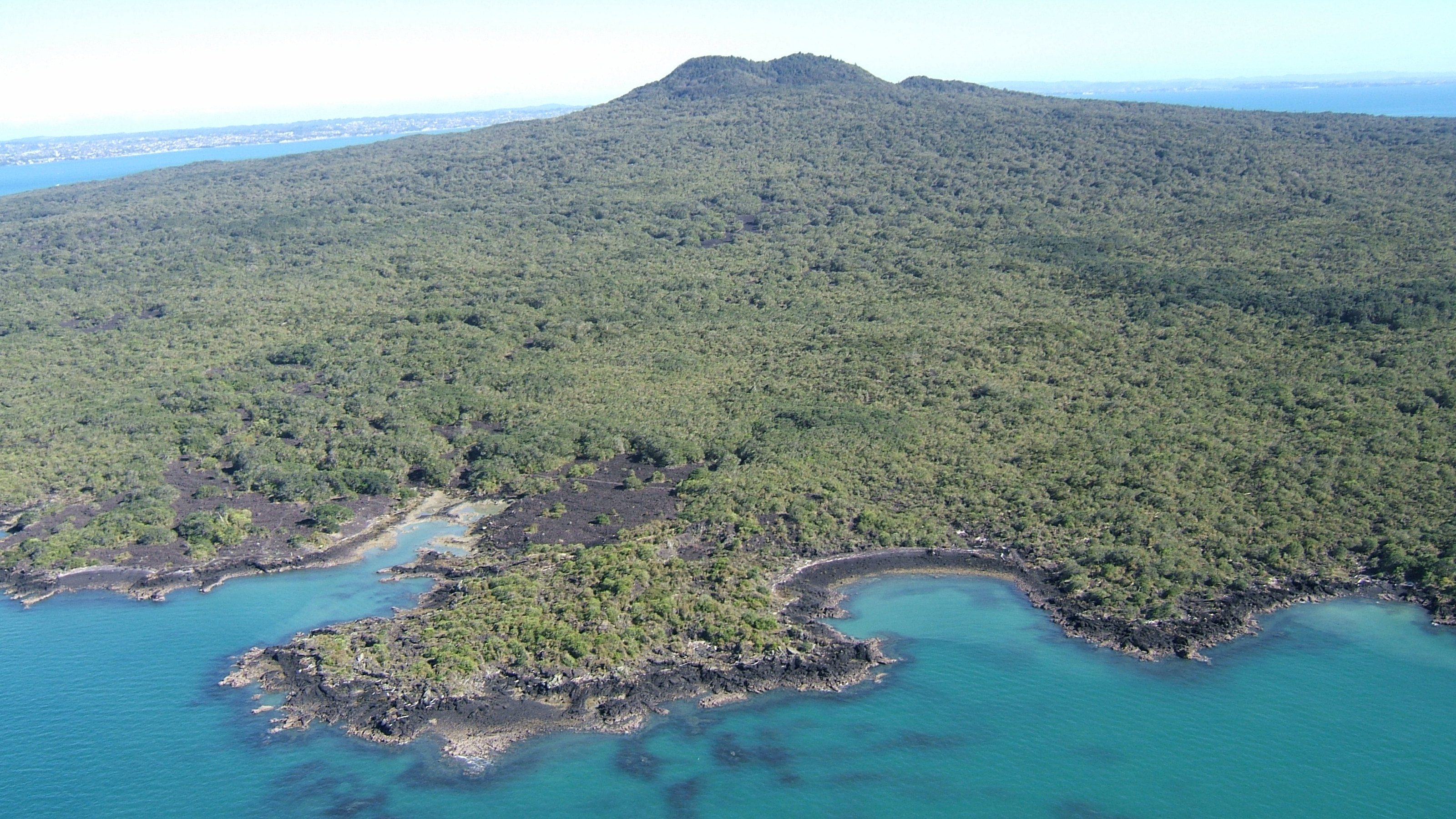
南から見たランギトト島
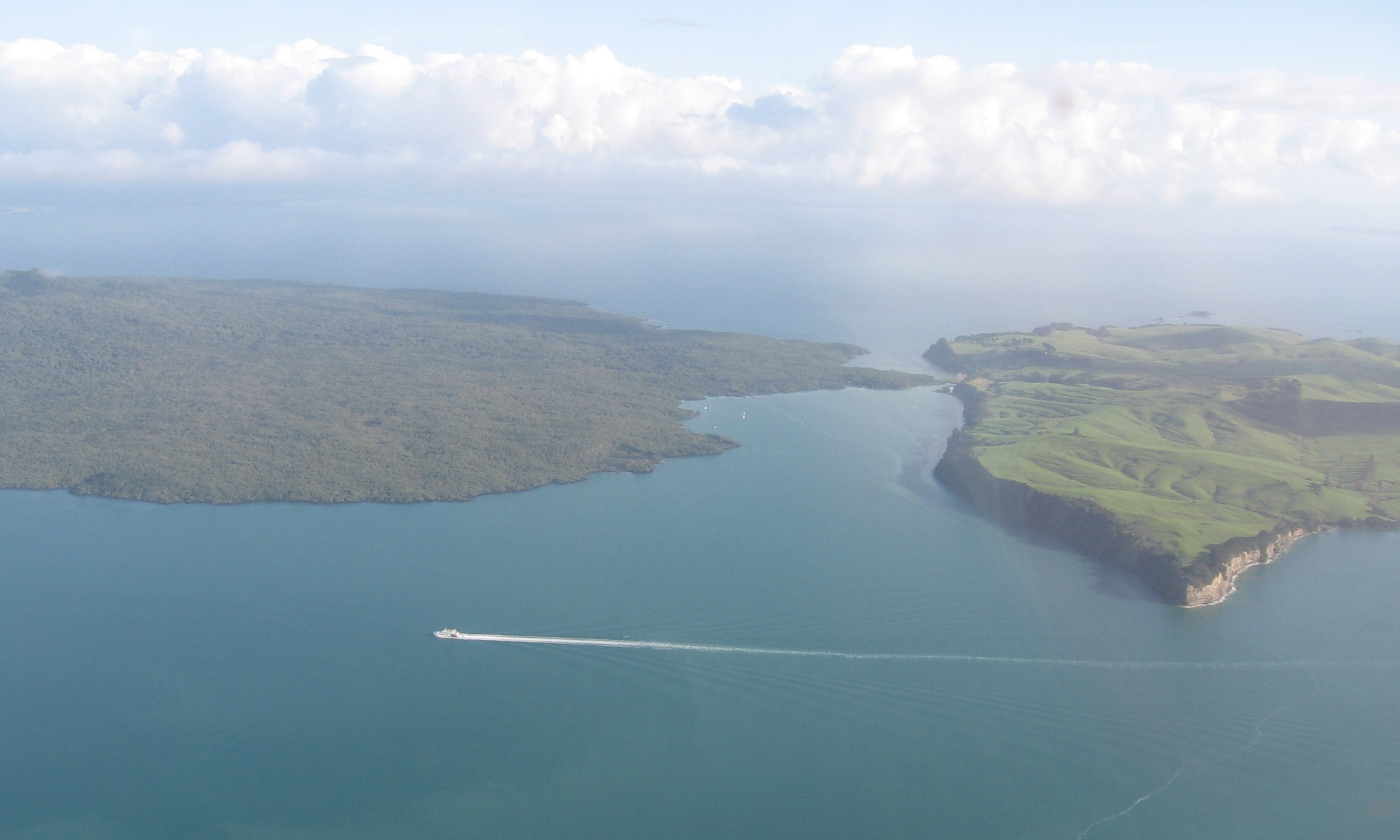
ランギトト島（左）とモツタプ島（英語版）